# Gökçeharman
Gökçeharman ist ein Ort in der türkischen Provinz Sivas in Zentralanatolien. Die Kreisstadt Divriği liegt 28 km östlich.

## Geschichte
Das Dorf Gökçeharman wurde vor etwa 210 Jahren gegründet. Die damaligen Bewohner kamen aus der heutigen Provinz Tunceli (damals Hozat). Das Dorf ist etwa 650 km von der Hauptstadt Ankara entfernt. Die Provinzhauptstadt Sivas liegt an der Grenze zwischen Mittel- und Ostanatolien. Die Bewohner bestritten ihren Lebensunterhalt vor allem aus Landwirtschaft und Tierzucht. Weil eine Eisenbahnlinie etwa 5 km entfernt vorbeiführte, hatten manche Bewohner einen Arbeitsplatz bei der Bahn.

## Bildung und Infrastruktur
Eine Dorfgrundschule wurde Mitte der 1970er Jahre gebaut. Strom gibt es erst seit 1986. Von ehemals etwa 80 Häusern stehen heute nur noch zwei.

## Bevölkerung
Bis Mitte der 1950er Jahre lebten etwa 300 Menschen im Dorf. Ende der 1950er Jahre begannen die jüngeren männlichen Bewohner das Dorf zu verlassen und suchten in größeren Städten Arbeit. Später holten sie ihre Familienmitglieder nach. Ungefähr 90 Menschen mit einem Gökçeharman-Hintergrund leben heute in Istanbul, Ankara und Izmir, 70 Menschen sind in viele verschiedene Länder emigriert, darunter Deutschland, Österreich, Frankreich, Kanada, USA und Australien. Heute leben noch 32 Menschen in dem Dorf.

## Persönlichkeiten
- Kazım Erdoğan (* 1953), in Berlin lebender Psychologe